# Snow Flake (Kioku no Koshitsu)/Pulse
Snow Flake (Kioku no Koshitsu)/Pulse è un brano musicale del gruppo musicale giapponese Flow, pubblicato come loro diciassettesimo singolo il 10 dicembre 2008, ed incluso nell'album 5. Il singolo ha raggiunto la ventiquattresima posizione della classifica Oricon dei singoli più venduti in Giappone.

## Tracce
CD Singolo KSCL-1321
1. SNOW FLAKE ~Kioku no Koshitsu~ (記憶の固執)
2. PULSE
3. Phantom

## Classifiche
| Classifica (2008) | Posizione più alta |
| ----------------- | ------------------ |
| Giappone (Oricon) | 24                 |